# Institut des États-Unis pour la paix
L'Institut des États-Unis pour la paix (en anglais : United States Institute of Peace) est une institution de promotion de la paix, basé à Washington, D.C..

## Histoire
Il est fondé en 1984 par le Congrès des États-Unis pour prévenir et résoudre les conflits violents internationaux, promouvoir la stabilité après les conflits et les transformations démocratiques et consolider la paix.
L'Institut recommande en 1999 au gouvernement américain d'« accroître sensiblement son soutien à la démocratie en République fédérale de Yougoslavie » en augmentant le montant des fonds versés aux organisations hostiles au gouvernement de Slobodan Milošević.
En novembre 2017, l'Institut organise une conférence réunissant 25 dirigeants de la jeunesse au Ganden Phodrang à Dharamsala en Inde avec le dalaï-lama pour discuter de solutions positives pour les régions du monde touchées par des conflits.